# União das Freguesias de Bustos, Troviscal e Mamarrosa
União das Freguesias de Bustos, Troviscal e Mamarrosa, kurz Bustos, Troviscal e Mamarrosa ist eine Gemeinde (Freguesia) im portugiesischen Kreis (Concelho) von Oliveira do Bairro, im Distrikt Aveiro.
Die Gemeinde hat 6.429 Einwohner und eine Fläche von 28,42 km² (Stand nach Zahlen vom 30. Juni 2011).
Sie entstand im Zuge der Gebietsreform in Portugal am 29. September 2013 durch Zusammenschluss der Gemeinden Bustos, Troviscal und Mamarrosa. Sitz der neuen Gemeinde wurde Bustos.